# Piero Guelfi
Piero Guelfi (Genova, 20 febbraio 1914 – Genova, 31 luglio 1989) è stato un baritono italiano.

## Biografia
Ascoltando le sue incisioni discografiche, il baritono era dotato di una bella voce di grana baritonale unita a una ottima potenza, non sempre raffinata ma efficace. Studiò canto sotto la guida del maestro De Marchi. Il debutto avvenne al Teatro Carlo Felice di Genova nel 1940, nel ruolo di Silvio nei Pagliacci di Ruggero Leoncavallo.
Ha quindi cantato nei teatri lirici di diverse città italiane (oltre a Genova, Milano, Roma, Catania e Napoli) e all'estero (Francia, Stati Uniti, Austria e Germania).  Si trovò impegnato anche in opere raramente rappresentate. Concluse la sua carriera al Teatro Bellini di Catania nella stagione 1971/72, nel ruolo di Giovanni nella Francesca da Rimini di Riccardo Zandonai.

## Repertorio
- Giuseppe Verdi
  - Nabucco
  - La traviata
  - Rigoletto
  - Un ballo in maschera
  - La forza del destino
  - Aida
  - Falstaff
  - Otello
- Gaetano Donizetti
  - L'elisir d'amore
- Giacomo Puccini
  - Manon Lescaut
  - Madama Butterfly
  - Tosca
  - La Bohème
- Riccardo Zandonai
  - Giulietta e Romeo
  - Francesca da Rimini
- Pietro Mascagni
  - Cavalleria rusticana
- Charles Gounod
  - Faust
- Richard Wagner
  - Der fliegende Holländer
  - Lohengrin
  - Die Meistersinger von Nürnberg
- Ottorino Respighi
  - Lucrezia
- Lodovico Rocca
  - Monte Ivnor
- Franco Alfano
  - Risurrezione
- Ennio Porrino
  - I Shardana
- Ildebrando Pizzetti
  - La figlia di Iorio